# Grupa Bojowa SS Schneewittchen
Grupa Bojowa SS „Schneewittchen” (niem. SS-Kampfgruppe „Schneewittchen”) – oddział wojskowy Waffen-SS złożony z Niemców i Słowaków pod koniec II wojny światowej
SS-Kampfgruppe „Schneewittchen” została sformowana jesienią 1944 r. Na jej czele stanął SS-Untersturmfűhrer Schindler. Podlegała ona SS-Jagdverband „Südost”, której dowództwo mieściło się w Wiedniu. Liczyła ok. 200 ludzi (w większości członków Gwardii Hlinki). Byli oni umundurowani w uniformy niemieckie. Oddział działał na terytorium Słowacji. Do jego zadań należało głównie zwalczanie partyzantki. Na początku 1945 r. został zmuszony do wycofania się na obszar Czech, gdzie został rozwiązany.